# Estadio Luis Hayward
El Estadio Luis Hayward es un estadio de fútbol propiedad de Central Norte de Tucumán, sede de los partidos locales del club. Se encuentra en  Tucumán, Argentina, ubicado entre las calles Juan José Paso y Marcos Paz, en Barrio El Bosque. Gracias a su capacidad, que lo ubica como el tercer estadio con más aforo de la provincia después de los estadios de Atlético Tucumán y San Martín de Tucumán, es uno de los recintos de mayor importancia para la práctica del fútbol.

## Historia
El Club Central Norte fue fundado por trabajadores del Ferrocarril Central Norte Argentino en 1911, asentándose cerca de la Estación Tucumán C en el Barrio del Bajo y practicando este deporte en el solar del actual Palacio de Correos de Tucumán para luego trasladarse al ¨Gimnasio 24 de septiembre¨ donde en la actualidad se asienta el Hospital ¨Zenón Santillán¨, denominándose popularmente como el ¨Club de Los Baldíos¨.
En 1924, el Gobernador de la Provincia Miguel Mario Campero  cede unos terrenos públicos ubicados donde ahora se encuentra el Club Tarcos lindantes al Parque 9 de Julio para la construcción de un estadio propio. Anteriormente, los llamados popularmente ¨Cuervos¨ disputaron algunos encuentros en el predio del Club Argentinos del Norte de forma temporal. Por ello, tras 12 meses de construcción, el 21 de junio de 1925 se realiza la apertura del recinto denominado ¨Tres Palmeras¨ por la presencia de estas plantas en el estadio.
20 años después, en 1944, el Poder Ejecutivo expropia los terrenos del club para ampliar el futuro aeropuerto de Tucumán. Por ello, en 1951 se inicia la construcción de un nuevo estadio en un predio adquirido en 1945 gracias a un préstamo que fue gestionado por el diputado y presidente de la institución Waldino Díaz y el senador Luis Cruz. Así, el 2 de abril de 1953 se inaugura el estadio nombrado como ¨Senador Luis Cruz¨ en honor al político que solicitó el préstamo para avanzar en las obras del estadio.
A lo largo del tiempo se realizaron diversas remodelaciones de la instalación tales como el albergue para los jugadores del club o la nueva tribuna oficial. En 2003, se decidió renombrar el estadio como ¨Estadio Luis Hayward¨ haciendo un reconocimiento a un dirigente de gran trayectoria en la institución. El estadio cuenta con la totalidad de sus tribunas de cemento e instalaciones anexas como canchas de basquetbol, handball o una pista techada de patín, una disciplina muy practicada en el club. En 2020, se colocó iluminación en el estadio para poder jugar partidos a horario nocturno, siendo una de las obras para conmemorar su aniversario en ese año.